# Смім Согтут
Смім Согтут (бірм. သမိန်စောထွတ်; д/н — 1550) — 20-й володар монської держави Гантаваді у 1550 році.

## Життєпис
Походив з монської аристократії. 1539 року перейшов на бік Табіншвехті, володаря Таунгу, який завоював центральну частину Гантавадді. Він став близькою довіреною особою останнього. Був призначений намісником Сіттаунга. 30 квітня 1550 року він заманив того в місцину поблизу Пантано в гирлі Іраваді, щоб шукати білого слона, що вважалося сприятливим для бірманців, і там убив його. В Сіттаунгі оголосив про відновлення Гантаваді.
Приблизно через півтора місяця вигнав Мінхаунга, брата Баїннауна, володаря таунгу, який виступив проти Смім Хто, що захопив Мартабан, поваливши місцевого намісника Со Лагунейна. В свою чергу Смім Согут не виявив енергії у відновлені території Гантаваді, лише насолоджувався владою та розвагами. Внаслідок цього у серпні 1550 року Смім Согутта було повалено власними міністрами, а влада перейшла до Смім Хто, що виявив хист до боротьби з Таунгу. Останній невдовзі переміг Смім Согута, що намагався повернутися до Пегу, але потрапив у полон й невдовзі обезголовений.